# Palacio de la Inquisición (Cartagena de Indias)

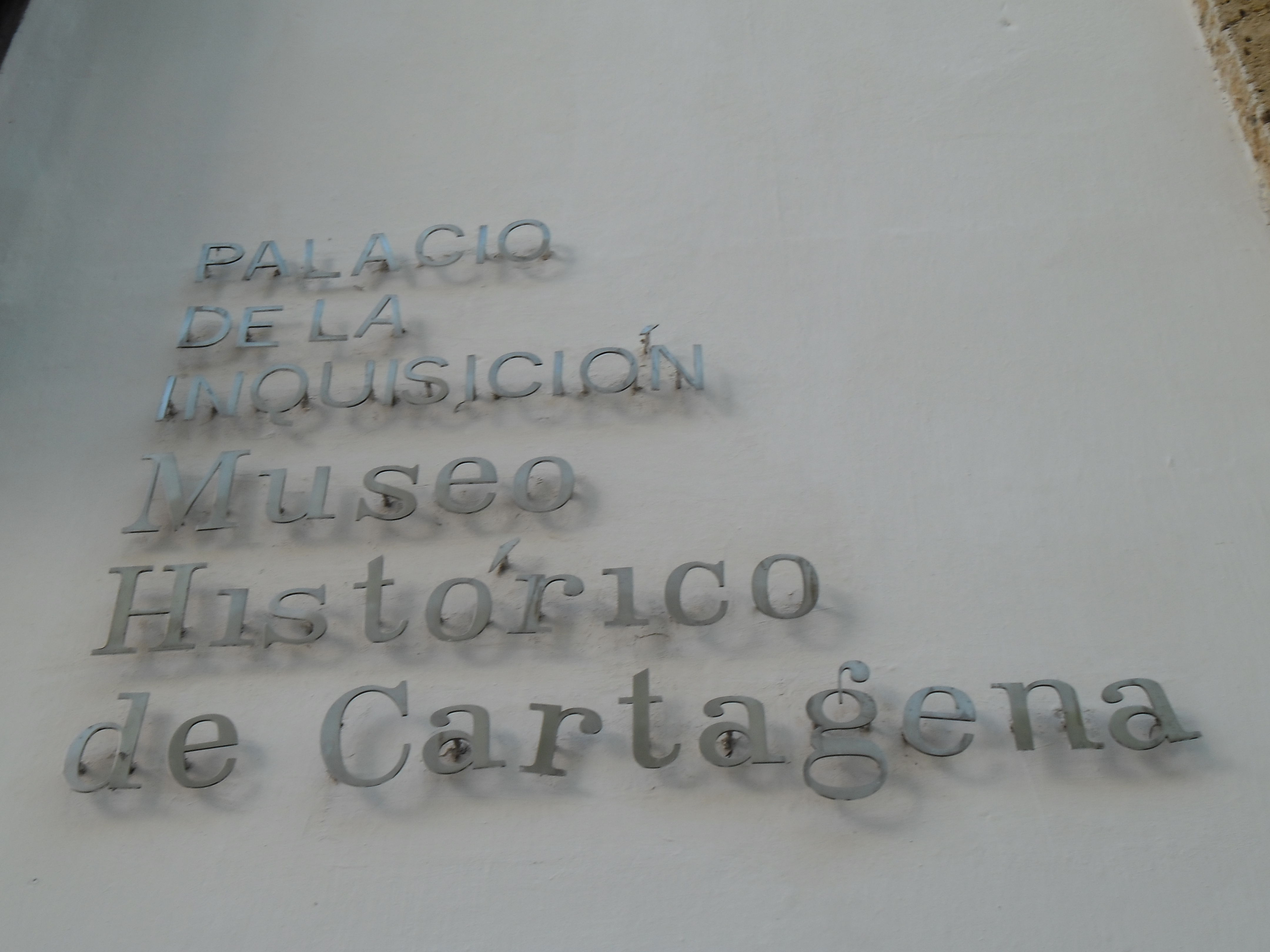
Cartel de la Entrada.

El Palacio de la Inquisición es un edificación colonial en la que funcionó el tribunal de la inquisición de la Iglesia católica en Cartagena de Indias.
Situado en la Ciudad Amurallada, el edificio fue construido en 1770 en estilo barroco español. En 1953 se convirtió en la sede del Museo Histórico de Cartagena.

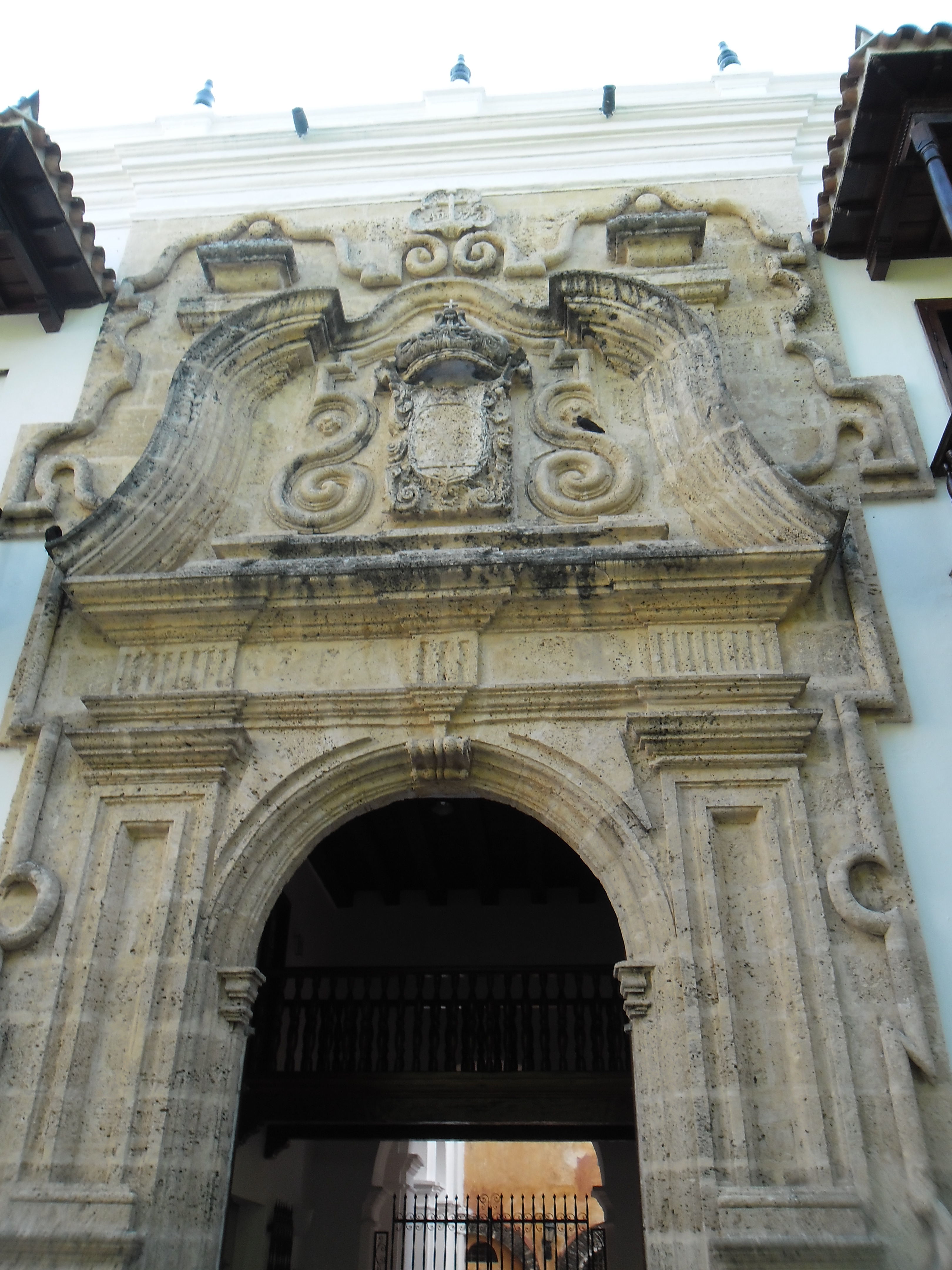
Entrada del Palacio de la inquisición.